# Agesipolis I.
Agesipolis I. (altgriechisch Ἀγησίπολις Agēsípolis, * um 410 v. Chr.; † 380 v. Chr.) war ein Sohn von Pausanias und ab 395 v. Chr. König von Sparta aus dem Haus der Agiaden.

## Leben
Als sein Vater Pausanias nach der Schlacht von Haliartos (395 v. Chr.). in die Verbannung nach Tegea gehen musste, wurde Agesipolis König. Da er und sein jüngerer Bruder Kleombrotos noch minderjährig waren, übernahm Aristodemos, ihr nächster Verwandter, die Vormundschaft. Zu dieser Zeit formierte sich eine Koalition aus Theben, Athen, Korinth und Argos gegen Sparta, woraufhin der Korinthische Krieg ausbrach. Aus diesem Grund musste Agesilaos II., der König aus dem Hause der Eurypontiden, von seiner Expedition aus Kleinasien zurückkehren. Aristodemos führte die Spartaner in den Krieg gegen die Koalition, noch bevor Agesilaos heimkehrte, und besiegte diese in der Schlacht von Nemea.
388 oder 387 v. Chr. war Agesipolis bereits mündig und wollte sein Heer gegen Argos führen. Allerdings war er besorgt, dass die Argiver religiöse Gründe – die Abhaltung eines heiligen Festes – vorschützen würden, um seinen Vormarsch in ihr Territorium (Argolis) zu verhindern. Daher konsultierte er zuerst die Orakel von Delphi und Olympia über die Gültigkeit eines solchen religiösen Einwands, erhielt zufriedenstellende Repliken und drang dann mit seinen Truppen in die Argolis ein. Auch ungünstige Weissagungen und ein Erdbeben konnten ihn von seinem Entschluss, Argos zu erobern, nicht abhalten. So verwüstete er das Land und rückte zur Stadt vor. Er beabsichtigte, vor seinem Abzug im Gebiet von Argos ein Kastell als dauerhaften spartanischen Stützpunkt zu errichten, soll aber durch weitere ungünstige Vorzeichen davon abgebracht worden sein. Denn als nun einige seiner Soldaten vom Blitz erschlagen wurden, so berichtet der Perieget Pausanias, kehrte er schließlich um.
385 v. Chr. führte Agesipolis einen Feldzug gegen Mantineia, nachdem Agesilaos die Leitung dieses Unternehmens abgelehnt hatte. Agesipolis  besiegte die Mantineier in einer Schlacht, in der er durch ein böotisches Hilfskontingent unterstützt worden sein soll. In diesem Kampf seien die thebanischen Feldherren Epaminondas und Pelopidas schwer verletzt worden und nur knapp dem Tod entronnen. Anschließend belagerte Agesipolis Mantineia und konnte die Stadt schließlich durch die Kriegslist, die bereits Kimon bei der Erstürmung von Eion am Strymon anwendete, erobern. Er leitete den Fluss Ophis so um, dass dessen Wasser die aus ungebrannten Ziegeln bestehende Stadtmauer aufweichte und zum Einsturz brachte. Er zerstörte die Stadt und siedelte die Einwohner in vier umliegende Dörfer um. Jedoch gestattete er den Führern der demokratischen Partei freien Abzug.
Nach der Niederlage einer spartanischen Armee gegen den Chalkidischen Bund und dem Tod des Spartaners Teleutias, Stiefbruder des Königs Agesilaos II., im Ersten Olynthischen Krieg wurde Agesipolis 381 v. Chr. neuer Heerführer. 30 Spartiaten standen ihm als Beraterstab zur Seite. Er eroberte die Stadt Torone, wurde aber, als er 380 v. Chr. vor Olynth lagerte, krank. Daraufhin wurde er ins Heiligtum des Dionysos in der chalkidischen Stadt Aphytis gebracht. Doch jeder Versuch, ihn von dem Fieber zu heilen, war vergeblich, und er starb nach sieben Tagen. Den Leichnam konservierte man mit Honig und brachte ihn nach Sparta, wo er seine letzte Ruhe fand. Obwohl Agesipolis sich in seinen Ansichten und Prinzipien stark von seinem Mitkönig Agesilaos unterschied, soll dieser seinen Tod bedauert haben. Da Agesipolis keine Kinder hinterließ, bestieg sein Bruder Kleombrotos den Thron.